# 哥德堡-蘭德維特機場
哥德堡-蘭德維特機場（瑞典語：Göteborg-Landvetter flygplats）是瑞典哥德堡的一個國際機場，由Swedavia營運。它是瑞典全國第二大的機場（次於斯德哥爾摩-阿蘭達機場），於2006年共有430萬人次使用。
蘭德維特機場位於哥德堡以東20公里、布羅斯以西40公里，得名自附近的海吕达市小鎮蘭德維特。它擁有國內和國際兩個大堂，但現時都視為同一個大堂。現時所有行李都需經過檢查，故只有一個登記區域。機場的離境和入境大堂都位於同一層，國內大堂位於國際離境大堂旁，而國際離境大堂又位於國際入境大堂旁。
蘭德維特機場於1977年啟用，自此，托斯蘭達機場的服務便遷至蘭德維特機場。

## 歷史
由於舊托斯蘭達機場被認為容量太小，蘭德維特機場便於1972年開始建造。為了建造這機場，Kroksjön進行填海工程，成為現時跑道位置。工程十分浩大，動用了1400噸炸藥和300部鑽山機器，炸毀了390萬立方米的山。
建築物於1975年開始建造，兩年後才完成。工程總開支為6億3千萬克朗。1977年10月1日開幕儀式由國王卡爾十六世·古斯塔夫出席下舉行。他在開幕禮演講中說道：「我只能說這個擁有瑞典五份之一人口，和大量工廠和公司的地區，現在可以使用一個十分高國際標準的現代機場了。」
首班航機於10月3日上午6時開出。
1980年代間，機場建造了一個停車場，國內航班大堂也有了一個區域客運站，更少航空公司使用閘口在區域內運輸乘客。蘭德維特機場酒店於1987年興建。
機場最繁忙的日子，莫過於1990年欧洲优胜者杯足球決賽在哥德堡舉行的那天了。當日早上，約2萬名球迷聚集於專用樓層，自至傍晚才離開。有更多人則留在普通樓層。另一個繁忙日子是1995年世界田徑錦標賽後，成千上萬來自世界各地的乘客在這機場歸家。
在2007至2008年間，入境大堂進行擴建，以容納每年540萬乘客。現時的行李大堂將會增加三份一運輸帶，也會改為使用旋轉式運輸帶。此外，海關和入境服務亦會遷至其他地方。

## 航空公司和航點
- 波罗的海航空（里加）
- 法國航空
  - 由CityJet營運（巴黎-戴高樂）
- 奧地利航空
  - 由Austrian Arrows營運（維也納）
- 英國航空
  - 由Sun Air of Scandinavia營運（奧爾胡斯、Billund）
- 蓝天航空（赫爾辛基）
- 布魯塞爾航空（布魯塞爾）
- City Airline（奧勒-厄斯特松德、伯明瀚、呂勒奧、里昂、曼徹斯特、塔林、蘇黎世）
- Direktflyg (Borlänge)
- 阿聯酋國際航空（杜拜、紐約-甘迺迪）[只限貨物]
- 芬蘭航空（赫爾辛基）
- FlyNordic（斯德哥爾摩-阿蘭達、普里什蒂納）
- 冰島航空（雷克雅未克-凯夫拉维克）
- 冰岛快捷航空（雷克雅未克-凯夫拉维克）
- 伊朗航空（德黑蘭-Imam Khomeini）
- Jat Airways（貝爾格萊德）
- 荷蘭皇家航空（阿姆斯特丹）
- 汉莎航空公司（法蘭克福）
  - 由Lufthansa Regional營運（杜塞尔多夫、漢堡、慕尼黑）
- Malév Hungarian Airlines（布達佩斯）
- 馬爾默航空（斯德哥爾摩-布魯瑪、于默奧）
- 北歐航空（巴塞隆那、哥本哈根、法蘭克福、倫敦-希斯路、馬拉加、奧斯陸-加勒穆恩、斯德哥爾摩-阿蘭達）
- Skyways（松兹瓦爾）
- Welcome Air（格拉茨、汉诺威、因斯布魯克、斯塔萬格、克里斯蒂安桑）
- 威德羅航空（奧斯陸）

## 特許航空公司
- Alpresor（薩爾茨堡、日內瓦、馬拉加）（營運商：北歐航空、馬爾默航空、Sterling）
- Apollo（Agadir, Antalya, Athens, Burgas, Chania, Corfu, Djerba, Dubrovnik, Fuerteventura, Heraklion, Hurghada, Karpathos, Kavala, Lanzarote, Larnaca, Las Palmas (Gran Canaria), Monastir, Palermo, Palma de Mallorca, Phuket, Preveza, Rhodos, Rome, Santorini, Skiathos, Split, Tenerife, Thessaloniki, Tivat, Varna, Zakynthos）（約15個營運商）
- Fritidsresor (Agadir, Antalya, Bali, Bangkok, Barcelona, Burgas, Dalaman, Faro, Goa, Gran Canaria, Hurghada, Isla de Margarita, Kap Verde, Krabi, Lanzarote, Larnaca, Madeira, Mallorca, Mauritius, Miami, Mombasa, Monastir, Phuket, Sharm el Sheik, Split, Tenerife, Trieste, Varna)（主要營運商：TUIfly Nordic）
- LionAlpin幾個地方
- Solresor幾個地方
- Ving幾個地方

暖季時主要往西班牙、希臘和土耳其，冬季則主要往加那利群島和泰國，但也往巴西、印度、岡比亞、埃及、突尼西亞、墨西哥、多明尼加共和國，還有前往法國和奧地利的滑雪航班。

## 地面運輸
機場與哥德堡市間之路程是25公里。乘搭彩虹巴士來往哥德堡市中心和機場，只需20分鐘；來往哥德堡中央車站和機場則需30分鐘。此外，也有巴士前往布羅斯。
機場內有7300個泊車位。

## 參看
- 哥德堡
- 哥德堡市鎮機場
- 瑞典機場列表

## 外部連結
- 哥德堡-蘭德維特機場（页面存档备份，存于）
- 蘭德維特機場─世界機場數據